# Herbertia tigridioides
Herbertia tigridioides är en irisväxtart som först beskrevs av Cristóbal Mariá Hicken, och fick sitt nu gällande namn av Peter Goldblatt. Herbertia tigridioides ingår i släktet Herbertia och familjen irisväxter. Inga underarter finns listade i Catalogue of Life.